# 木村俊作
木村 俊作（きむら しゅんさく、1979年〈昭和54年〉7月29日 - ）は、日本のファッションデザイナー、元アメリカンフットボール選手。千葉県千葉市出身。
千葉市立磯辺第一中学校、堀越高等学校、日本体育大学体育学部体育学科卒業。ポジションはラインバッカー。身長180cm、体重89kg。愛称：キムサク。

## 経歴・人物
- 堀越高等学校でアメリカンフットボールを始め、日本体育大学に進学し活躍。
- 大学卒業後の2002年4月、アサヒビールシルバースターに入団。
- 2003年にドイツで開催された第2回ワールドカップに日本代表として参加し連覇に貢献した。
- 2004年に当時23歳の一般女性と結婚。
- 2021年に長女、2022年に長男が誕生。
- 2002年に高校時代の同級生である老川一平と2人でファッションブランド「シュイップ」（SHUIP）を立ち上げ、アメフト引退後もデザイナーとして活動している[1][2]。
- 2019年より防衛大学校のアメリカンフットボールチーム『Cadets（カデッツ）』でコーチを務める。
- 2023年4月に離婚。
- 2023年7月に年下の一般女性と再婚。
- 2023年10月に再婚相手が男児を出産。

## 家族・親族
- 兄はSMAPの元メンバーで歌手・俳優の木村拓哉。その妻は歌手の工藤静香。
- 姪はフルート奏者・モデルのCocomi、ファッションモデルのKōki,。